# Stellenleiter

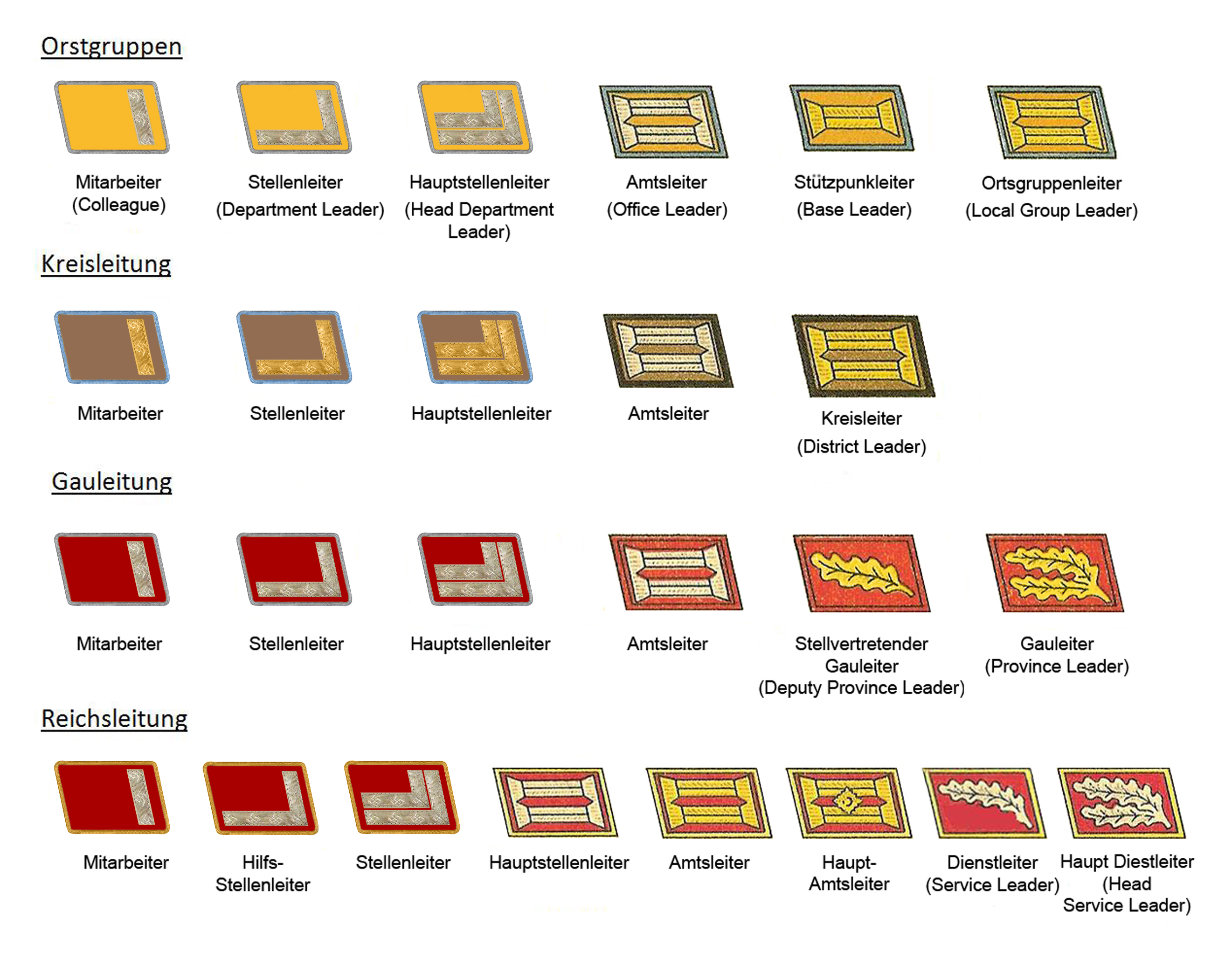
Rangos del NSDAP de la década de 1930, mostrando la insignia de los diferentes grados de stellenleiter.

Stellenleiter (líder de área) fue un rango político del Partido Nacionalsocialista Obrero Alemán que existió entre 1933 y 1938. El rango fue creado como una posición política de nivel medio destinada a reemplazar el rango más antiguo de zellenwart, también conocido como zellenleiter. En la organización de rango del partido nazi, la posición de stellenleiter era superior a mitarbeiter y menor a amtsleiter.
El rango de stellenleiter fue eliminado del Partido Nazi en 1939, reemplazado por una nueva serie de rangos político militares.

## Responsabilidades
A nivel de condado y de ciudad del partido nazi, el stellenleiter sirvió típicamente en el papel posicional de zellenleiter y fue referido a menudo como tal en contraste con su rango político real. En los niveles más altos del partido (condado, región y nivel nacional), stellenleiter era una posición de tipo de funcionario administrativo.

## Insignia
Había dos niveles primarios del rango, que eran stellenleiter y hauptstellenleiter, indicados por un dispositivo de lengüeta de cuello en forma de "L" usado en la camisa marrón del partido nazi. En el nivel del Partido Nacional (Reichsleitung) existía un rango adicional de hilfs-stellenleiter (asistente del líder de área), con el rango nacional de hauptstellenleiter denotado por lengüetas de cuello de estilo del Ejército Rojo.